# Hasle (Sarpsborg)
Hasle este o localitate din comuna Sarpsborg, provincia Østfold, Norvegia, cu o suprafață de 0,64 km² și o populație de 672 locuitori (2013).